# 東京きらぼしフィナンシャルグループ
株式会社東京きらぼしフィナンシャルグループ（とうきょうきらぼしフィナンシャルグループ、英: Tokyo Kiraboshi Financial Group, Inc.）は、東京都港区に本社を置く金融持株会社。きらぼし銀行とUI銀行を傘下に置く。

## 概要
2013年（平成25年）8月5日、東京都内を地盤とする地方銀行である東京都民銀行と第二地銀である八千代銀行が、2014年秋を目処に金融持株会社を設立し、経営統合をする交渉が進められていると報じられた。その後、持株会社として「東京TYフィナンシャルグループ」を設立。両行が銀行子会社として傘下に入り、本社を八千代銀本店に設置した。なお、今般の合意時点で、両行が相互に相手行株式の持合をしている状況となっているが、経営統合後速やかに市場へ売買するなど処分することを明らかにしている。
2015年（平成27年）5月27日、新銀行東京と経営統合を検討していることが明らかとなり、同6月12日、2016年4月の統合を目指し協議を進めることで基本合意したと発表した。また発表の記者会見で柿崎東京TY社長（当時）は、「1行への集約もありうる」として最終的に3行の合併する可能性についても言及し、同年12月22日、東京TYは2017年度中を目処とする3行の合併実現にむけて検討に入ると正式に発表した。
2016年（平成28年）4月1日、新銀行東京の傘下入りに伴う新体制として、東京TY会長には高橋一之取締役（八千代銀会長を兼任）が就任し、社長には日銀出身の味岡桂三都民銀専務が就いた（同時に都民銀副頭取に昇格）。また柿崎昭裕東京TY社長（都民銀頭取）は都民銀代表取締役会長、東京TY取締役に退き、頭取には坂本隆副頭取が昇格した。
同年6月3日、東京TYの2位株主（2016年4月時点）であり、八千代銀と業務・資本提携契約を締結している三井住友信託銀行が東京TYの第三者割当増資を150億円で全株引き受け、関係を強化する方針を表明した。
2018年（平成30年）5月1日、八千代銀行が東京都民銀行と新銀行東京を吸収合併し、「株式会社きらぼし銀行」へ社名変更した。また、東京TYフィナンシャルグループも社名を「株式会社東京きらぼしフィナンシャルグループ」（とうきょうきらぼしフィナンシャルグループ）へに変更した。同時に、頭取に東京都民銀行常務執行役員の渡邊壽信が昇格、2020年よりFG社長兼務となった。
東京きらぼしFGの本社は、当初は旧八千代銀行本店ビルに置いていたが、のちにきらぼし銀行本店が所在する東京都民銀行旧本店ビルに移転している。また、きらぼし銀行は2020年5月に約200億円を投じ基幹系システムを旧都民銀のシステム（構築運営NTTデータ）に、融資関連業務を担うシステムを旧八千代銀（構築運営NEC）に集約するシステムの統合を実施した。

## 沿革
- 2014年（平成26年）10月1日 - 東京都民銀行、八千代銀行による株式移転によって、両行を子会社とする株式会社東京TYフィナンシャルグループが設立。
- 2016年（平成28年）
  - 4月1日 - 株式交換により、新銀行東京を完全子会社化[18]。
  - 8月1日 - 傘下3行共通のキャラクターとしてリトルツインスターズを採用・導入[19]。
  - 9月16日 - スカイオーシャン・アセットマネジメントに資本参加。
  - 11月11日 - じもとホールディングスと連携協定を締結[20]。
- 2017年（平成29年）
  - 1月27日 - 池田泉州ホールディングスと連携協定を締結[21][22]。
  - 4月3日 - とみん経営研究所を直接完全子会社とし、同社の商号をきらぼしコンサルティングに変更。
- 2018年（平成30年）5月1日- 八千代銀行が東京都民銀行と新銀行東京を吸収合併し、株式会社きらぼし銀行[16]へ社名変更。また、東京TYフィナンシャルグループが株式会社東京きらぼしフィナンシャルグループへ[16]社名変更。きらぼし銀行（旧・八千代銀行）の本店を東京都民銀行の新本店ビルに移転。
- 2020年（令和2年）
  - 3月31日 - 本社を置くきらぼし銀行新宿本店ビルをヒューリックに売却。
  - 6月26日 - 本社をきらぼし銀行新宿本店ビルから南青山のきらぼし銀行本店ビルに移転。
  - 8月17日 - 完全子会社のきらぼしライフデザイン証券が営業を開始[23]。
- 2022年（令和4年）
  - 1月17日 - 100%子会社として設立したデジタルバンク専業銀行「UI銀行」が個人向けサービスを開始[24]。

## グループ企業
- 株式会社きらぼし銀行
- 株式会社きらぼしコンサルティング
- きらぼしサービス株式会社
- きらぼしビジネスサービス株式会社
- きらぼしテック株式会社
- 株式会社きらぼしクレジットサービス
- きらぼしJCB株式会社
- 東京きらぼしリース株式会社（きらぼし銀行の国内持分法適用関連会社）
- スカイオーシャン・アセットマネジメント株式会社（国内持分法適用関連会社）
- きらぼしライフデザイン証券株式会社
- きらぼし信用保証株式会社
- 綺羅商務諮詢（上海）有限公司
- KIRABOSHI BUSINESS CONSULTING VIETNAM CO., LTD.
- 八千代信用保証株式会社
- きらぼしシステム株式会社
- きらぼしキャピタル株式会社
- 株式会社UI銀行